# Alphonse Louis Nicolas Borrelly
Alphonse Louis Nicolas Borrelly (* 8. Dezember 1842 in Roquemaure bei Nîmes; † 28. Februar 1926) war ein französischer Astronom.
Borrelly trat 1864 eine Assistentenstelle am Observatorium von Marseille an. Bis 1919 arbeitete er dort als hauptberuflicher Astronom.
Mit dem Kometensucher des Observatoriums, der eine Öffnungsweite von 182 mm aufwies, entdeckte Borrelly 20 Asteroiden, 18 Kometen (darunter den kurzperiodischen 19P/Borrelly) und 6 Galaxien, die in den NGC aufgenommen wurden.
1913 erhielt er den Jules-Janssen-Preis. Ihm zu Ehren wurde der Asteroid (1539) Borrelly benannt.